# 耐空証明
耐空証明（たいくうしょうめい、英語: Airworthiness certificate）とは、航空機の強度・構造・性能が安全性及び環境保全のための技術上の基準に適合するかどうかを検査し、その基準に適合していると認める証明である。自動車で言えば車検に相当する。

## 概説
耐空証明はAC（Airworthiness Certificate）や C of A (Certificates of Airworthiness) とも呼ばれ、航空機を飛行させるために必要となる証明である。
耐空証明の基準には、強度・構造・性能についての基準、騒音の基準、発動機の排出物の基準がある。強度・構造・性能についての基準は航空機自体の安全性を確保するためのものである。また騒音の基準及び発動機の排出物の基準は環境に対する基準である。耐空証明では個別の機体がこれらの各基準を満たしているかどうかを判定する。
耐空性（Airworthiness）とは、狭義には強度・構造・性能についての基準をいい、広義にはそれに騒音の基準や発動機の排出物の基準を含む。また、適合性（Conformity）は｢基準やその詳細項目に適合しているかどうか｣ という意味である。 
なお、型式証明はTC (Type Certificates) ともいい、航空機の開発時に必要な証明で予め開発段階で設計や製造過程の検査を行っておくことで耐空証明検査で重複する部分の検査を省略できるようにする制度であり、そのため型式証明の基準は耐空証明の基準と同じものを用いることになる。 
耐空証明は日本では国土交通省、アメリカでは連邦航空局（FAA）が認定を行っている。

### 改善命令
耐空証明を取得した航空機について何らかの欠陥が見つかり、全ての機体に対して修理・部品交換などが必要になると判断された場合、耐空証明の発行主体は改善命令を出して一定期間内に航空機の保有者に対し命令に従った対応を求めることがある。この命令を耐空性改善通報（日本ではTCD=Technical Circular Directive、諸外国ではAD=Airworthiness Directive）と呼ぶ。

### 耐空証明の失効
耐空証明を取得した航空機が、登録の抹消又は航空機の騒音の大きさが航空の用に供してはならないほどの騒音になり、また、その他の事情を考慮して国土交通省令で定めるものに該当することとなった場合は、その航空機の耐空証明は効力を失う。

## 日本における耐空証明
日本の国籍を登録された航空機については、国土交通省で定める基準に基づき国土交通大臣が認定する。
航空機が飛行で使用される場合には、原則として耐空証明検査を受けて、安全性及び環境保全の為の技術上の基準に適合すると認めた場合のみに耐空証明書が交付される。耐空証明書の有効期限は1年で毎年更新が必要である。ただし、航空運送事業（航空運送事業者）で使用される航空機については国土交通大臣が定める期間となり、連続式耐空証明となる（航空運送事業者が作成し、その後、国土交通大臣の認可を受けた整備規程に従い航空機が整備され、安全性・環境適合性が確保されていると認められる場合、有効期間が整備規程の適用を受けている期間とされる）。また、航空機は有効な耐空証明を所持して、そこで指定された航空機の用途と運用限界の範囲内でなければ航空の用（飛行）に供してはならないと航空法第11条で定められている。
耐空証明は航空機を飛行させるために必要な証明であるが以下の例外がある。
1. 国土交通大臣の許可を得た試験飛行（航空法第11条1項但書）[1]
2. 自衛隊機（自衛隊法第107条）[1][6]
3. 在日米軍機（日米地位協定の実施に伴う航空法特例法第２）[1][7]

### 耐空証明検査
新たな型式の航空機の耐空証明検査は本省航空局（航空局技術部検査課）が行い、既存型式の航空機は本省および地方航空局（航空機検査官）が行う。基本的には、耐空証明を受ける航空機の設計・製造過程・完成後の現状において行われるが、以下に説明する場合においては国の検査の一部又は全部が省略される。

#### 新規に耐空証明を受ける場合
設計と製造過程の検査が省略される
- 型式証明を受けた航空機。
- 耐空証明を受けたことがある航空機。
- 輸入した航空機で、国際民間航空機関（ICAO）締約国が耐空性・騒音又は発動機の排出物について証明を行った航空機。
- 国土交通大臣の認定を受けた、航空機又は装備品の設計事業者（航空機設計検査認定事業場又は装備品設計検査認定事業場）で、設計及び設計後の検査した航空機又は装備品で、装備品の場合は設計後に製造され、それが航空機に装着されている場合[8]。

設計と製造過程の検査と完成後の現状についての全部が省略される（国の検査を受けずに耐空証明書が発行される）
- 型式証明を受けた航空機で、国土交通大臣の認定を受けた、航空機の製造事業者（航空機製造検査認定事業場）が、航空機の製造から完成後の現状まで確認した場合。
- 日本の型式証明を受けた輸入航空機で、日本と同等以上の検査を行う外国の輸出耐空証明書がある場合。

#### 耐空証明を更新する場合
設計と製造過程の検査が省略される
- 国の検査を受ける場合。

設計と製造過程の検査と完成後の現状についての全部が省略される（国の検査を受けずに耐空証明書が発行される）
- 国土交通大臣の認定を受けた、航空機の整備事業者（航空機整備検査認定事業場）で、認められた確認主任者が航空機の現状を検査して、耐空性の基準が満たされると判断された場合[9]。

#### 滑空機
上記の他に、認定を受けた耐空審査員も行うことができる。

#### 運用限界等指定書の交付
耐空証明書の交付とともに、用途として、耐空類別が指定され、運用限界として、航空機の使用者が作成して、耐空証明の申請書に添付書類として提出する飛行規程の中の限界事項及び基準を承認した内容の運用限界等指定書が一緒に交付され、航空機に備え付けられる。